# بخش تروی (شهرستان گیگا، اوهایو)
بخش تروی (به انگلیسی: Troy Township) یک منطقهٔ مسکونی در ایالات متحده آمریکا است که در شهرستان جی‌آگو، اوهایو واقع شده‌است.
 بخش تروی ۶۶٫۷ کیلومتر مربع مساحت و ۲٬۸۰۱ نفر جمعیت دارد و ۳۷۲ متر بالاتر از سطح دریا واقع شده‌است.